# Ausås socken
Ausås socken i Skåne ingick i Södra Åsbo härad och är sedan 1971 en del av Ängelholms kommun, från 2016 inom Strövelstorps distrikt.
Socknens areal är 33,04 kvadratkilometer varav 32,81 land. År 1988 fanns här 883 invånare. Spannarps herrgård samt kyrkbyn Ausås med sockenkyrkan Ausås kyrka ligger i socknen.

## Administrativ historik
Socknen har medeltida ursprung. Socknen införlivade tidigt Humlarps/Humlætorps socken.
Vid kommunreformen 1862 övergick socknens ansvar för de kyrkliga frågorna till Ausås församling och för de borgerliga frågorna bildades Ausås landskommun. Landskommunen utökades 1952 och uppgick 1971 i Ängelholms kommun. Församlingen uppgick 1998 i Strövelstorps församling. 
1 januari 2016 inrättades distriktet Strövelstorp, med samma omfattning som Strövelstorps församling hade 1999/2000 och fick 1998, och vari detta sockenområde ingår.
Socknen har tillhört län, fögderier, tingslag och domsagor enligt vad som beskrivs i artikeln Södra Åsbo härad. De indelta soldaterna tillhörde Norra skånska infanteriregementet, Norra Åsbo kompani och Skånska husarregementet, Silvåkra skvadron, Livkompaniet.

## Geografi
Ausås socken ligger söder om Ängelholm. Socknen är en odlad slättbygd.

## Fornlämningar
En boplats från stenåldern är funnen. Äldre källor uppger att vid Härninge skall det ha funnits en tredubbel stensättning som benämndes "Härning Broks grav".

## Namnet
Namnet skrevs på 1300-talet Achäsaas och kommer från kyrkbyn. Efterleden ås syftar på höjden vid kyrkan. Förleden har oklar tolkning..